# Vuurstaarthoningzuiger
De vuurstaarthoningzuiger (Aethopyga ignicauda) is een zangvogel uit de familie Nectariniidae (honingzuigers).

## Verspreiding en leefgebied
Deze soort telt 2 ondersoorten:
- A. i. ignicauda: van de Himalaya tot noordelijk Myanmar en zuidwestelijk China.
- A. i. flavescens: uiterst oostelijk India en westelijk Myanmar.